# Дуберсарски, Николас
Николас Дуберсарски (исп. Nicolás Dubersarsky; род. 21 декабря 2004, Кордова) — аргентинский футболист, атакующий полузащитник клуба «Остин».

## Клубная карьера
Дуберсарски — воспитанник клуба «Институто». 26 ноября 2023 года в матче против «Ривер Плейт» он дебютировал в аргентинской Примере. В начале 2025 года Дуберсарски перешёл в американский «Остин», подписав контракт на 5 лет.